# Savana Bogotá
Savana Bogotá je gorska savana je v jugozahodnem delu Altiplano Cundiboyacense v središču Kolumbije. Savana Bogotá ima obseg 4251,6 kvadratnih kilometrov in povprečno nadmorsko višino 2650 metrov. Je v vzhodnih območjih kolumbijskih Andov.
Savano Bogotá od severovzhoda proti jugozahodu prečka 375 kilometrov dolga reka Bogotá, ki na jugozahodnem robu planote tvori slapove Tequendama (Salto del Tequendama). Druge reke, kot so reke Subachoque, Bojacá, Fucha, Soacha in Tunjuelo, pritoki reke Bogote, tvorijo manjše doline z zelo rodovitno zemljo, namenjeno kmetijstvu in živinoreji.
Pred špansko osvojitvijo savane Bogotá so to območje naseljevali avtohtoni Muisca, ki so oblikovali ohlapno konfederacijo različnih caciques. Savani Bogotá, znana kot Muyquytá, je vladal zipa. Ljudje so se specializirali za kmetijstvo, rudarjenje smaragdov, trgovino in zlasti pridobivanje kamene soli iz kamnin v krajih Zipaquirá, Nemocón, Tausa in drugih območjih v savani Bogotá. Pridobivanje soli, naloga izključno žensk Muisca, je dalo Muiscam ime "Ljudje soli".
Aprila 1536 je skupina okoli 800 konkvistadorjev zapustila relativno varno karibsko obalno mesto Santa Marta, da bi začela naporno odpravo navzgor po reki Magdaleni, glavni rečni arteriji Kolumbije. Med španskimi kolonizatorji je prišla beseda, da mora globoko v neznanih Andih obstajati bogato območje z napredno civilizacijo. Te zgodbe so nosile legendo o El Doradu; mestu ali zlatem možu. Muisca, spretni zlatarji, so v jezeru Guatavita izvajali ritual, kjer se je novi zipa pokril z zlatim prahom in skočil s splava v mrzle vode jezera na 3000 m nmv severovzhodno od savane Bogotá.
Po skoraj enoletnem potovanju, ko so Španci izgubili več kot 80 % svojih vojakov, so konkvistadorji, ki so sledili reki Suárez, marca 1537 dosegli savano Bogotá. Zipa, ki je ob prihodu Špancev vladal savani Bogotá, je bil Tisquesusa. Muisca so nudili malo upora španskim tujcem in Tisquesusa je bil aprila 1537 poražen v Funzi, v središču savane. Pobegnil je proti zahodnim hribovjem in umrl zaradi ran v Facatativi, na jugozahodnem robu savane Bogotá. Španski konkvistador Gonzalo Jiménez de Quesada je 6. avgusta 1538 ustanovil Novo kraljestvo Granada s prestolnico Santa Fe de Bogotá. S tem se je začel proces kolonizacije, evangelizacije in podrejanja Muisca ljudi novi vladavini. Zaradi evropskih bolezni, kot sta črne koze in tifus, je umrlo od 65 do 80 % avtohtonega prebivalstva. Španci so uvedli nove pridelke, ki so nadomestili številne pridelke Novega sveta, ki so jih gojili Muisca.
V času od 16. do začetka 20. stoletja je bila savana Bogotá redko poseljena in slabo industrializirana. Povečanje prebivalstva v 20. stoletju ter širitev kmetijstva in urbanizacije sta močno zmanjšala biotsko raznovrstnost in naravni habitat savane Bogotá. Danes metropolitansko območje Bogote v savani gosti več kot deset milijonov ljudi. Bogotá je največje mesto na svetu na nadmorski višini nad 2500 metri. Številne reke v savani so zelo onesnažene in prizadevanja za reševanje okoljskih problemov potekajo v 21. stoletju.

## Etimologija
Savana Bogotá je dobila ime po mestu Bogotá, ki izhaja iz muysccubunske besede Bacatá, kar pomeni "(Ograda) zunaj kmetijskih polj".

## Geografija
Savana Bogotá je jugozahodni del večje andske planote, Altiplano Cundiboyacense. Je gorska savana, ki na vzhodu meji na Vzhodno gorovje, Sumapaz páramo na jugu, gorovje Tausa in Suesca na severu ter Zahodno gorovje Cundinamarca na zahodu. Skupna površina je 4251,6 kvadratnih kilometrov.

### Podnebje
Povprečna temperatura planote je 14 °C, vendar lahko niha med 0 in 24 °C. Suha in deževna doba se med letom pogosto izmenjujeta. Najbolj suhi meseci so december, januar, februar in marec. V deževnih mesecih je temperatura bolj stabilna z nihanji med 9 in 20 °C. Junij, julij in avgust so meseci, ki predstavljajo največje temperaturne razlike, jutranja pozeba pa je na višjih terenih, ki obkrožajo savano, možna. Včasih je prisotna tudi prizemna zmrzal, ki negativno vpliva na kmetijstvo. Toča je razmeroma pogost pojav v savani.

### Hidrologija

#### Reke
Reka Bogotá je dolga 375 kilometrov. Njeni pritoki so: Bojacá, Fucha, Teusacá, Juan Amarillo, Tunjuelo, Soacha, Neusa, Río Frío, Subachoque.

#### Jezera

##### Naravna
- Jezero Guatavita - s pogledom na severovzhodni del savane
- Jezero Herrera

##### Umetna
- Zbiralnik Tominé - severovzhod, največje vodno telo v savani Bogotá - 690 kubičnih megametrov
- Zbiralnik Neusa - sever - 102 kubičnih megametrov
- Zbiralnik El Muña - jug - 42 kubičnih megametrov
- Jezero Herrera (od 1973)[5]

### Slapovi
- Slapovi Tequendama – jugozahodna meja

### Mokrišča
Obstaja sistem mokrišč (humedales), ki uravnavajo vlago v tleh in delujejo kot spužve za deževnico. Petnajst mokrišč ima zavarovan status, druga pa so nezaščitena. Leta 1950 je skupna površina mokrišč znašala 150.000 hektarjev, vendar se je zaradi urbanizacije kolumbijske prestolnice skupna površina zmanjšala na 1500 hektarjev.

## Biotska raznovrstnost
Kljub nenehni urbanizaciji in industrijskim dejavnostim je savana Bogotá bogato biotsko raznovrstno območje s številnimi registriranimi vrstami ptic. Raznolikost sesalcev, dvoživk in plazilcev je precej manjša. Pred prihodom evropskih kolonizatorjev je bila savana poseljena pretežno z belorepim jelenom, ki so glavna sestavina kuhinje Muisca. Danes je ta vrsta jelenov, kot tudi nekdaj običajni medved očalar, omejena na zavarovana območja, ki obkrožajo savano Bogotá. Naravni rezervat Thomasa van der Hammena je zavarovano območje severno od Bogote.

## Mesta
Glavna mesta v savani Bogotá poleg glavnega mesta Bogotá, so:  Mosquera, Soacha, Madrid, Funza, Facatativá, Subachoque, El Rosal, Tabio, Tenjo, Cota, Chía, Cajicá, Zipaquirá, Nemocón, Sopó, Tocancipá, Gachancipá, Sesquilé, Suesca, Chocontá in Guatavita.
- Pogorje Sesquilé na severovzhodu savane Bogotá
- Plezalski raj Rocas de Suesca tvori severovzhodno mejo savane Bogotá
- Reka Bogotá, ki ločuje Coto, Cundinamarca (na vrhu) od Bogote
- Reka Bogota je glavna reka savane Bogota
- Glavno mesto Kolumbije, Bogotá ponoči iz Monserrata, je glavno mesto savane. Planota je jasno vidna